# Guillaume Caoursin
Guillaume Caoursin (Douai, 1430 – 1501) negyven éven át szolgálta a Jeruzsálemi Szent János Ispotályos Lovagrendet Rodoszon. Alkancellár és több nagymester titkára volt, híressé az 1480-as oszmán ostrom történetét megörökítő munkája tette.

## Pályafutása
Caoursin tanulmányait Párizsban végezte, járatos volt a kontinens humanista tudományában. Később a johannita rend világi alkalmazottja volt. Titkárként szolgálta Piero Raimondo Zacosta, Giovanni Battista Orsini és Pierre d’Aubusson nagymestert.
A Descriptio obsidionis Rhodiae című latin nyelvű munkáját már az ostrom évében, 1480-ban kiadta Ernst Ratdolt. A beszámolónak óriási sikere volt Nyugat-Európában, 1500-ig hét további latin nyelvű kiadást ért meg, valamint lefordították dánra, angolra, olaszra és németre. Műve alapján készült egy másik résztvevő, Ademar Dupuis Le siège de Rhodes című visszaemlékezése.
A feltételezések szerint Caoursin írta Pierre d’Aubusson beszámolóját is (Relatio obsidionis Rhodie) a pápának. A szöveg elkészültét a johanniták támogatták, így Caoursi írása lett a rend hivatalos beszámolója az 1480-as ostromról. A szöveg egyik nyilvánvaló szándéka az volt, hogy segítsen pénzt gyűjteni a rendnek Rodosz helyreállításához.